# Ladeniska
Ladeniska – wieś w Polsce położona w województwie lubelskim, w powiecie chełmskim, w gminie Dorohusk.
| SIMC    | Nazwa | Rodzaj    |
| ------- | ----- | --------- |
| 0102611 | Niwa  | część wsi |

W latach 1975–1998 miejscowość administracyjnie należała do województwa chełmskiego. 
Wieś wchodzi w skład sołectwa Ladeniska, Mościska, Kolemczyce. Według Narodowego Spisu Powszechnego z roku 2011 wieś liczyła 85 mieszkańców i była dziewiętnastą co do liczby ludności miejscowością gminy.
Wierni Kościoła rzymskokatolickiego należą do parafii Trójcy Przenajświętszej w Dubience.

## Historia
W wieku XIX niewielka wieś nazywana Ladyniska w gminie Turka parafii Świerze. Lustracja z 1827 wykazała tu 2 domy 17 mieszkańców.